# 褐紅天竺鯛
褐紅天竺鯛（學名：Apogon lativittatus），為輻鰭魚綱天竺鯛科天竺鯛屬下的一個種，分布於中太平洋東部馬克薩斯群島海域，深度0至36公尺，體長可達5.8公分，棲息在沿海有遮蔽的裸露岩石水域，屬肉食性，以小型無脊椎動物為食，夜行性，繁殖期時，雄魚具有口孵習性，卵約7日化成仔魚，由雄魚吐出，具短暫的仔魚飄浮期。